# Der Cornet – Die Weise von Liebe und Tod
Der Cornet – Die Weise von Liebe und Tod, auch bekannt unter dem Kurztitel Der Cornet, ist ein deutsches Historien-Filmdrama des österreichischen Hollywood-Heimkehrers Walter Reisch mit Götz von Langheim in der Titelrolle. An seiner Seite spielte die Schwedin Anita Björk die weibliche Hauptrolle. Dem Film lag die Novelle Die Weise von Liebe und Tod des Cornets Christoph Rilke von Rainer Maria Rilke zugrunde.

## Handlung
Mitteleuropa im Jahre 1660. Der Angriff der Türken auf das vom Dreißigjährigen Krieg noch immer schwer gezeichnete Abendland hält unvermindert an. Der junge Soldat Christoph von Rilke ist zum Kornett ernannt worden und wird somit zum Fahnenträger des Heeres. Sein Einsatzgebiet befindet sich an der Grenzmark zwischen Ungarn und der Steiermark, unwesentlich von der Front entfernt. Man will unbedingt den Feind zurückschlagen und damit Christentum wie Vaterland vor den Ungläubigen aus dem Morgenland retten. In der zu verteidigenden Region befindet sich auch das Schloss der Gräfin Zathmar, das von einem türkischen Großangriff bedroht wird. Der befehlshabende General Graf Spork schickt drei Reiter mit einer dringenden Depesche an den Freiherrn von Pirovano los, in der diesen mit seiner Kompanie um Hilfe und militärischen Entsatz ersucht wird.
Diese Mission ist ungemein gefährlich, da die Kuriere auf der zu reitenden Strecke häufig in von Verrätern aufgestellte Hinterhalte geraten und diesen Teufelsritt oft nicht überleben. Auch Rilke wird diesmal eingesetzt und schafft es, nachdem er Pirovano im Sterben liegend vorgefunden hatte, mit seinen Begleitern Rittmeister Reningen und den Neffen des alten Spork, den Adjutant Spork, das Schloss Zathmar zu erreichen. Hier verbringt er einen geselligen Abend mit der schönen Gräfin. Dann aber greifen die Ungläubigen an und wollen die stolze Burg der Christen erobern und deren Bewohner ermorden. Standhaft wird das Schloss gehalten. Heldenmütig fällt schließlich der junge Kornett, kurz bevor General Spork eintrifft, und das Schloss vor den meuchelnden Türken befreien und retten kann.

## Produktionsnotizen
Die Dreharbeiten zu Der Cornet begannen am 8. August 1955 und endeten im darauf folgenden Monat. Das Behelfsatelier befand sich in der Festung Marienberg in Würzburg, die Außenaufnahmen entstanden in Würzburg und Umgebung.
Wolf Englert zeichnete für die Filmbauten verantwortlich, Frank Winterstein war Regieassistent. Günter Haase arbeitete als Kameraassistent Chefkameramann Göran Strindberg zu. Irms Pauli und Alfred Bücken sorgten für die Kostüme.
Die Uraufführung war am 16. Dezember 1955 im Drehort Würzburg, die Berliner Premiere fand am 30. März 1956 statt. In Österreich lief der Film unter dem Titel Zärtliches Abenteuer.

## Kritiken
Im Hinblick auf die literarische Vorlage kam der Film nicht gut weg. Der Spiegel schrieb in seiner Ausgabe vom 4. Januar 1956: „Der selbstmörderische Versuch, Rilkes überschätzte Prosaweise von Liebe und Tod zu einem eineinhalbstündigen Kintopp-Spektakulum auszuweiten …, endete wie vorauszusehen in einem Debakel, das dem Türkengemetzel am Schluß des Films wenig nachsteht. Selbst der mit dem Bundesfilmpreis 1955 ausgezeichnete schwedische Kameramann Göran Strindberg vermochte nicht, die darstellerischen Unzulänglichkeiten, die Schnitzer des Regisseurs Walter Reisch und die opernhaft ausgestatteten, ungeschickt arrangierten Massenszenen ganz mit seinem betörenden Eastman-Color zu übermalen.“
Das Lexikon des internationalen Films urteilte: „Rainer Maria Rilkes nach einer Familienchronik verfaßte Weise von Liebe und Tod des Cornets Christoph Rilke, zu Anfang unseres Jahrhunderts ein Kultbuch der intellektuellen Jugend, in einer trotz optischer Vorzüge mißlungenen Adaption.“
Deutlich bessere Kritiken erhielt der Film rückblickend unter Einbeziehung seiner Entstehung in der bundesrepublikanischen Nachkriegszeit: „Rainer Maria Rilkes Weise von Liebe und Tod als herbstlich-melancholisches Filmgedicht über den Schrecken des Krieges. Ein visuell prachtvolles Historienbild, zu sehen durchaus als Kommentar zur damals aktuellen Bewaffnungsdiskussion in der BRD.“
Fritz Göttler bezeichnete Der Cornet als einen „Film, dem nichts gleicht im deutschen Kino der damaligen Zeit.“ Der Cornet sei „keine Geschichte mehr, nur noch eine Landschaft, ein Ort der Träume, Weinberge und Wälder, Felder und Auen, Lagerfeuer und Pferde, verlassene Gehöfte und Schlösser, Karten und Kanonen, die einsam in der Gegend stehen.“ In seiner „Offenheit und Gelassenheit“ stehe der Film „quer zu den Hoffnungen und Erwartungen der jungen Filmkritik ans neue Kino.“